# Жіноча збірна Філіппін з хокею із шайбою
Жіноча збірна Філіппін з хокею із шайбою — національна жіноча збірна команда Філіппін, яка представляє країну на міжнародних змаганнях з хокею. Функціонування команди забезпечується Федерацією хокею Філіппін, яка є членом ІІХФ.

## Історія
Жіноча збірна Філіппін дебютувала на Кубку виклику Азії 2017 року. Тренував збірну Джон Стівен Фюглістер.
Наступного року команда Філіппін виступала в першому дивізіоні, де посіла третє місце поступившись збірним Малайзії та ОАЕ.
У 2019 році збірна Філіппін стала переможцем першого дивізіону та відповідно підвищились до вищого дивізіону.
Кубок Азії 2020 року мав відбутись у столиці Філіппін Манілі але через пандемію COVID-19 цей турнір скасували.
У 2024 році філіппінки стали срібними призерками змагань, а у 2025 році вперше в історії, здобули золоті медалі.